# 比奥莱塔·查莫罗
比奥萊塔·巴里奥斯·托雷斯·德·查莫羅（西班牙語：Violeta Barrios Torres de Chamorro；1929年10月18日—2025年6月14日），又稱查莫羅夫人，為尼加拉瓜政治人物，於1990年至1997年擔任該國总统。

## 簡歷
比奥莱塔·查莫罗出生于尼加拉瓜西南部城市里瓦斯的一个富有的农场主家庭。1951年，与来自尼加拉瓜政治世家查莫罗家族的佩德罗·华金·查莫罗结婚。她受丈夫影响，开始参与反对独裁者安纳斯塔西奥·索摩查·加西亚的政治活动。1956年随丈夫一起流亡哥斯达黎加。
1979年桑地诺民族解放阵线推翻安纳斯塔西奥·索摩查·加西亚统治后，她受邀回国参政，不久因与桑地诺民族解放阵线政见不和而退出政府，并利用家族报纸《新闻报》开展反对派活动。尽管比奥莱塔·查莫罗不隶属任何党派，但她却逐渐成为反对派领袖。1990年，尼加拉瓜进行大选，全国反对派联盟推举比奥莱塔·查莫罗为总统候选人，最终击败丹尼尔·奥尔特加，成为拉美第一位在大选中击败男性候选人而当选的女性政治家。1990年4月25日宣誓就职。她在任期内一定程度上恢复了尼加拉瓜的和平局面，也恢復了與中華民國的邦交關係，并试图振兴因内战而被破坏的经济秩序。
查莫洛於2023年10月在持續接受醫療照護的狀況下移居哥斯大黎加，並與流亡當地的兩名子女同住。2025年6月15日，比奧萊塔·查莫洛在哥斯大黎加的聖荷西逝世，享壽95歲；而她的家人也宣布她將安葬在聖荷西，「直到尼加拉瓜再次恢復共和體制」。

### 引用
1. 1 2 3 4 5  . 中央通訊社. 2025-06-15  [2025-06-19] （中文（臺灣））.
2. ↑  . La Prensa. 2025-06-14  [2025-06-19] （西班牙语）.
3. ↑  . France 24. 2025-06-14  [2025-06-19] （英语）.
4. ↑  . The New York Times. 2025-06-14  [2025-06-19]. （原始内容存档于2025-06-18） （英语）.
5. ↑  . The Guardian. 2025-06-15  [2025-06-19] （英语）.